# 大森海苔のふるさと館
大森 海苔のふるさと館（おおもりのりのふるさとかん）は、東京都大田区平和の森公園にある博物館で、管理運営は特定非営利活動法人海苔のふるさと会が行っている。

## 概要
大森地域では、日本全国に先駆けて、海苔の生産が江戸時代中期から昭和時代中期まで伝統産業として続いてきたが、1963年（昭和38年）より始まった東京湾の埋め立て計画により終焉を迎えた。
大森海苔のふるさと館は、同地域の誇りでもあった海苔づくりの歴史と文化を次世代に伝えることを目的として造られ、海苔づくりを可能にしてきた海辺の自然を学び、その歴史や文化の継承を目的とする指導や講演などを通じて、ふるさとの浜辺などを活用した自然環境教育を進めている。

## 大森の海苔養殖の沿革
- 1733年（享保18年）- 『江戸砂子』に、浅草で製造する海苔の産地として「品川大森」との記述がある。
- 1746年（延享3年） - 大森村が海苔業税を江戸幕府に納め始める。
- 1861年（文久元年）〜1864年（文久4年） - 大森本場乾海苔問屋協同組合の前身である「海苔買仲間」が結成される。
- 1878年（明治11年） - 貴船小学校（現・大田区立大森第一小学校）が学校資金用の海苔漁場「学校場」を作る。
- 1886年（明治19年） - 文久年間に結成された「海苔買仲間」が大森本場乾海苔問屋協同組合となる。
- 1902年（明治35年） 
  - 大森漁業組合ができる。
  - 千葉への海苔の移植が始まる。
- 1939年（昭和14年）
  - 漁民が貴船神社に「漁場解散記念灯篭」を建立。
  - 平和島埋め立て事業が始まる。
- 1950年（昭和25年） - 大森漁業協同組合が結成される。
- 1962年（昭和37年） - 海苔漁業が終わる。
- 1963年（昭和38年） - 東京湾の埋め立てが開始される。
- 1964年（昭和39年） - 諏訪神社境内に海苔漁業の終焉を記す「海苔納畢の碑」が旧漁民により建てられる。
- 1965年（昭和40年） - 都内最大の漁協「大森海苔漁業共同組合」が解散した。
- 1967年（昭和42年）
  - 漁協跡地に「漁場記念碑」建立。
  - 昭和島埋め立てが終わる。
- 1973年（昭和48年） - 「大森漁業史」刊行。
- 1982年（昭和57年） - 「平和の森公園」開園。
- 1984年（昭和59年） - 大森第一小学校に郷土資料室が完成する。
- 2008年（平成20年）4月 - 大森海苔のふるさと館が開館した。

## 文化財

### 重要有形民俗文化財
大森及び周辺地域の海苔生産用具
- 員数:881点（養殖123点、採取59点、加工258点、海苔船及び船147点、海苔ヒビ等製作135点、漁場慣行52点、仕事着58点、飲食・灯火20点、その他29点）、指定年月日1993年（平成5年）12月13日、追加指定年月日1999年（平成11年）12月21日（種別:生産、生業に用いられるもの、登録基準:地域的特色を示すもの）。

- 解説文:この地域は江戸中期以後の浅草海苔の発祥地として知られ、適度の潮の干満と遠浅で波静かな海面に加え、栄養分を多量に含んだ河口に近いという海苔養殖の環境に恵まれた地域であった。海苔生産の技術は、海上でのヒビを用いた養殖技術と、採取した海苔を陸上で乾海苔にする製造加工技術の2つに大別される。1993年（平成5年）指定の資料は、養殖用具、採取用具、加工用具、海苔船および船用具、海苔ヒビ等製作用具、漁場慣行用具、仕事着、飲食・灯火用具、その他に分類される。ここには一連の用具が網羅的に収集されている。ただ、海苔船および船用具に含まれる資料は、一人乗りの海苔採りベカ舟2艘と、小型船用具69点、大型船用具74点であったことから、1999年（平成11年）に未収集の中型の海苔採りベカ舟と、大型の動力付き海苔船各1艘を追加指定した。

## 施設情報
海苔が盛んに作られていた頃の模様を再現した展示室や、海苔の歴史や文化を紹介しながら、実際に海苔づくりを体験することもでき、海苔に関する情報を調べることができる。
海苔のまち大森の記憶
- 1階展示室 - 1955年（昭和30年）代に造船された、国の重要有形民俗文化財に指定されている最後の海苔船「伊藤丸」（全長13m）や、小型の海苔採り舟「ベカブネ」が展示されている。また、乾海苔作りの作業小屋「海苔付け場」が再現されている。
- 2階展示室 - 海苔の歴史・文化を紹介した「海苔の歴史と科学」「海苔つくりの一年」、大田区沿岸における海苔産業の歴史をドラマ化して紹介する「大田海苔劇場」、また、企画展示コーナー等がある。
- 3階展望室

## 利用情報
- 開館時間 - 午前9時〜午後5時まで（ただし、6月〜8月は午前9時〜午後7時まで）、20名以上の団体の場合は事前連絡が必要。
- 休館日 - 第3月曜日（第3月曜日が祝日の場合は翌日休館）および、年末年始（12月29日〜1月3日まで）。
- 入館料 - 無料。
- 駐車場 - 大森ふるさとの浜辺公園駐車場（障害者用駐車スペース利用の場合は事前連絡が必要）、大型バス利用の場合は事前連絡が必要。
- 駐車料金 - 普通車30分100円、観光バス30分300円。

## 交通アクセス
- 鉄道
  - JR京浜東北線 - 大森駅下車、京急バスに乗り換え
  - 京急 - 平和島駅下車徒歩約15分
- モノレール
  - 東京モノレール - 流通センター駅下車徒歩約15分
- 路線バス
  - 京急バス - 大森駅乗車、平和島五丁目下車徒歩約3分

## ギャラリー

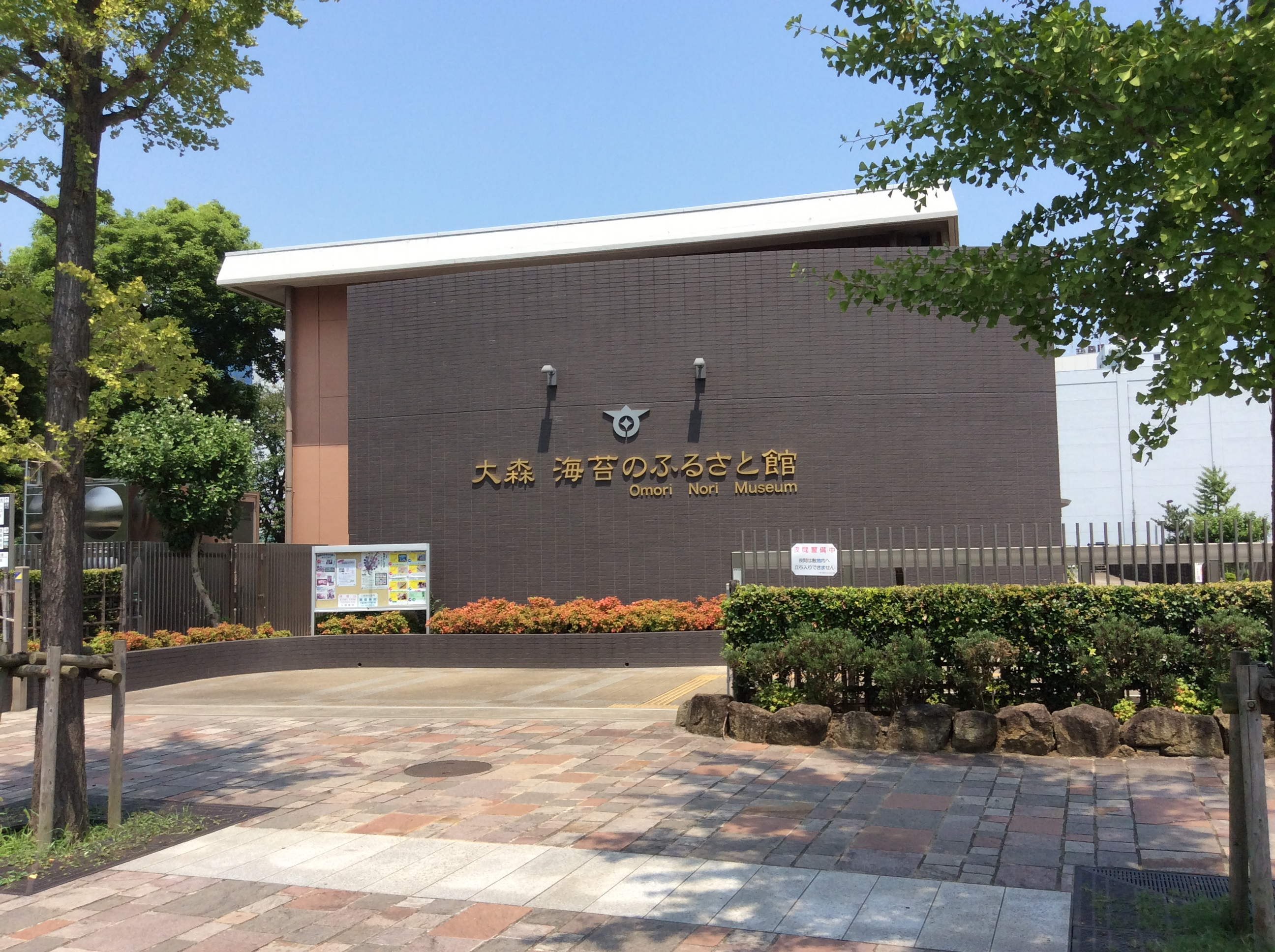
西側から見た外観（2015年7月31日撮影）
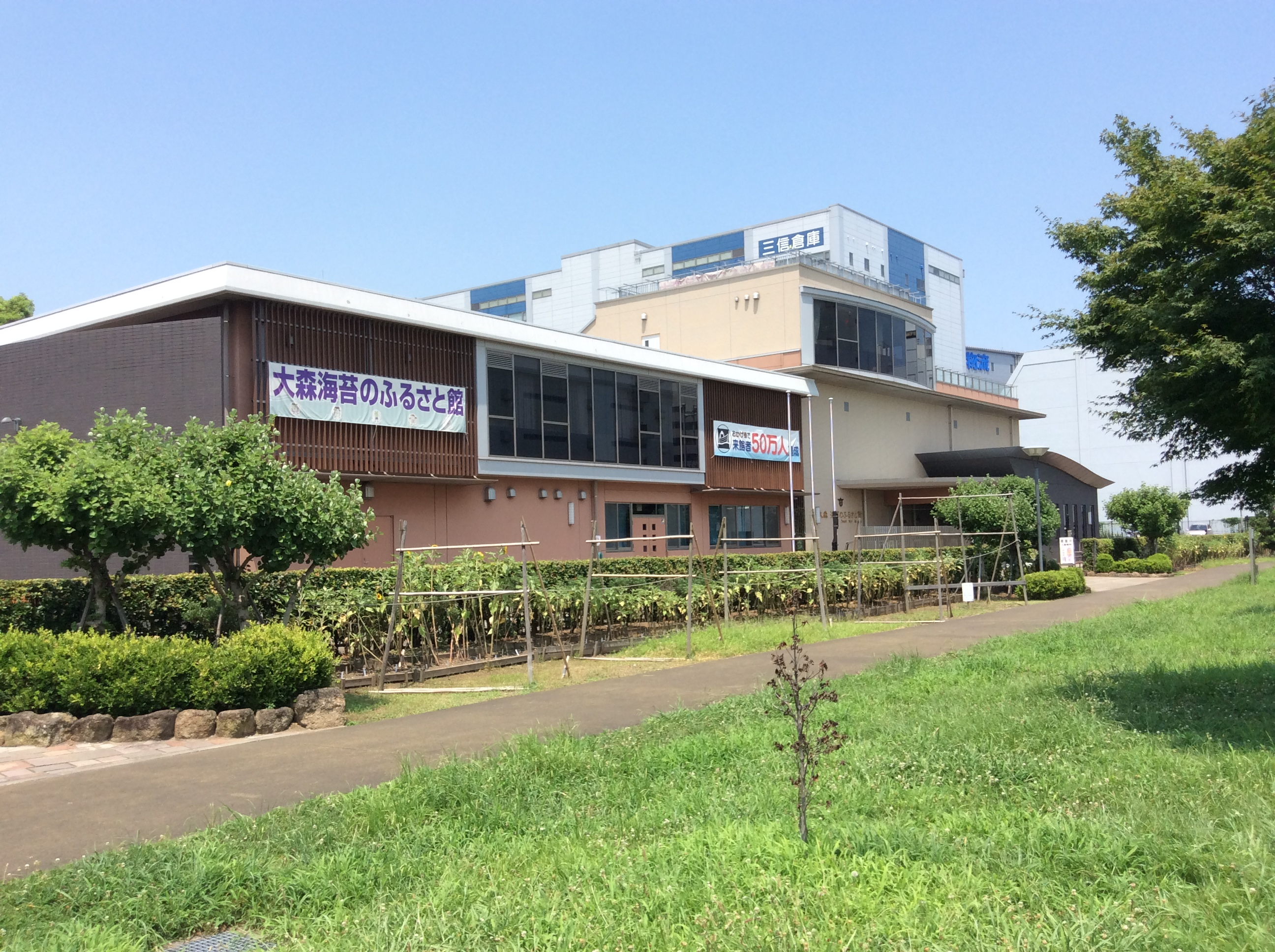
南西側から見た外観（2015年7月31日撮影）
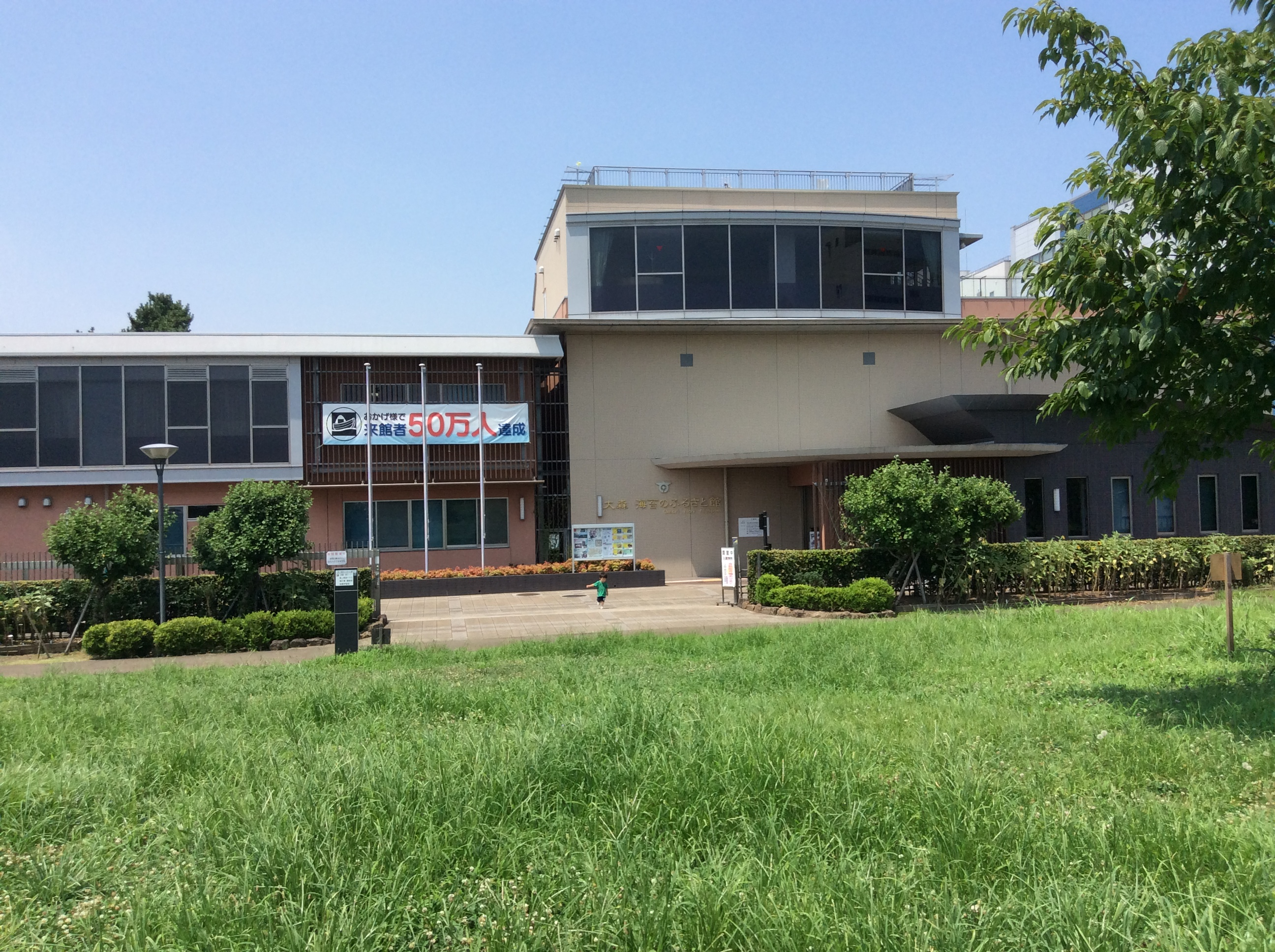
南側から見た外観（2015年7月31日撮影）
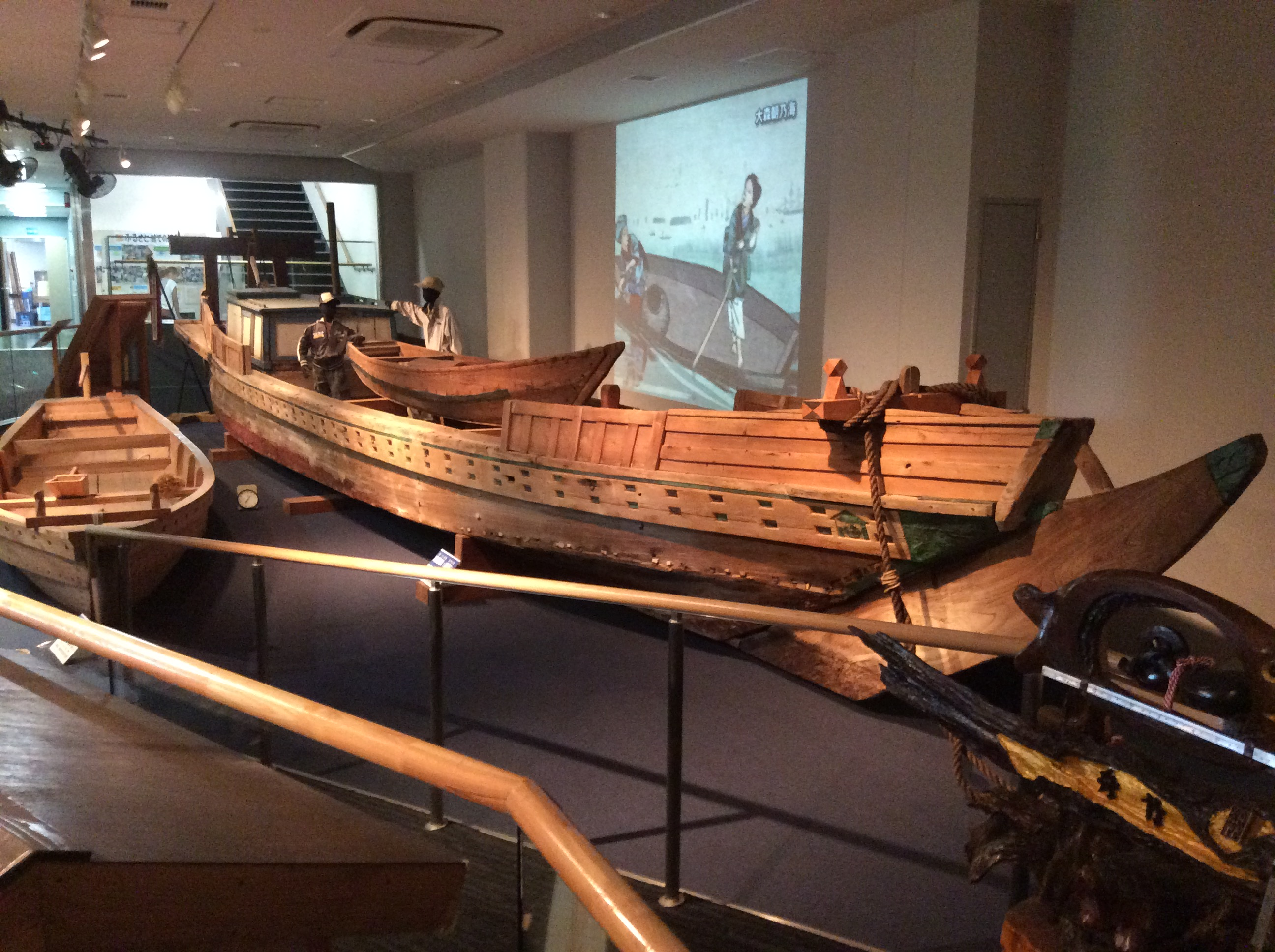
1階展示室の海苔船「伊藤丸」（2015年7月31日撮影）
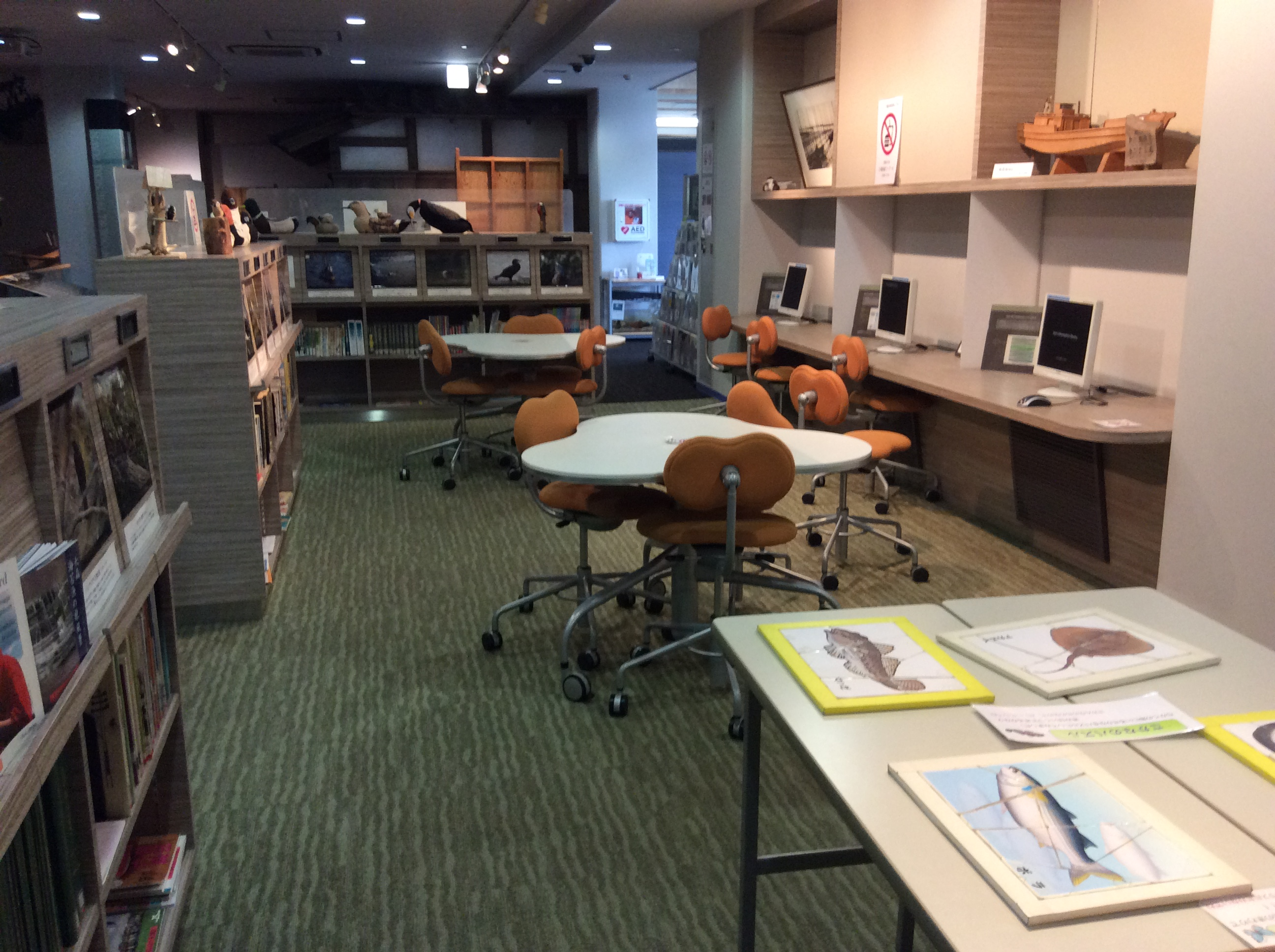
1階展示室の図書コーナー（2015年7月31日撮影）
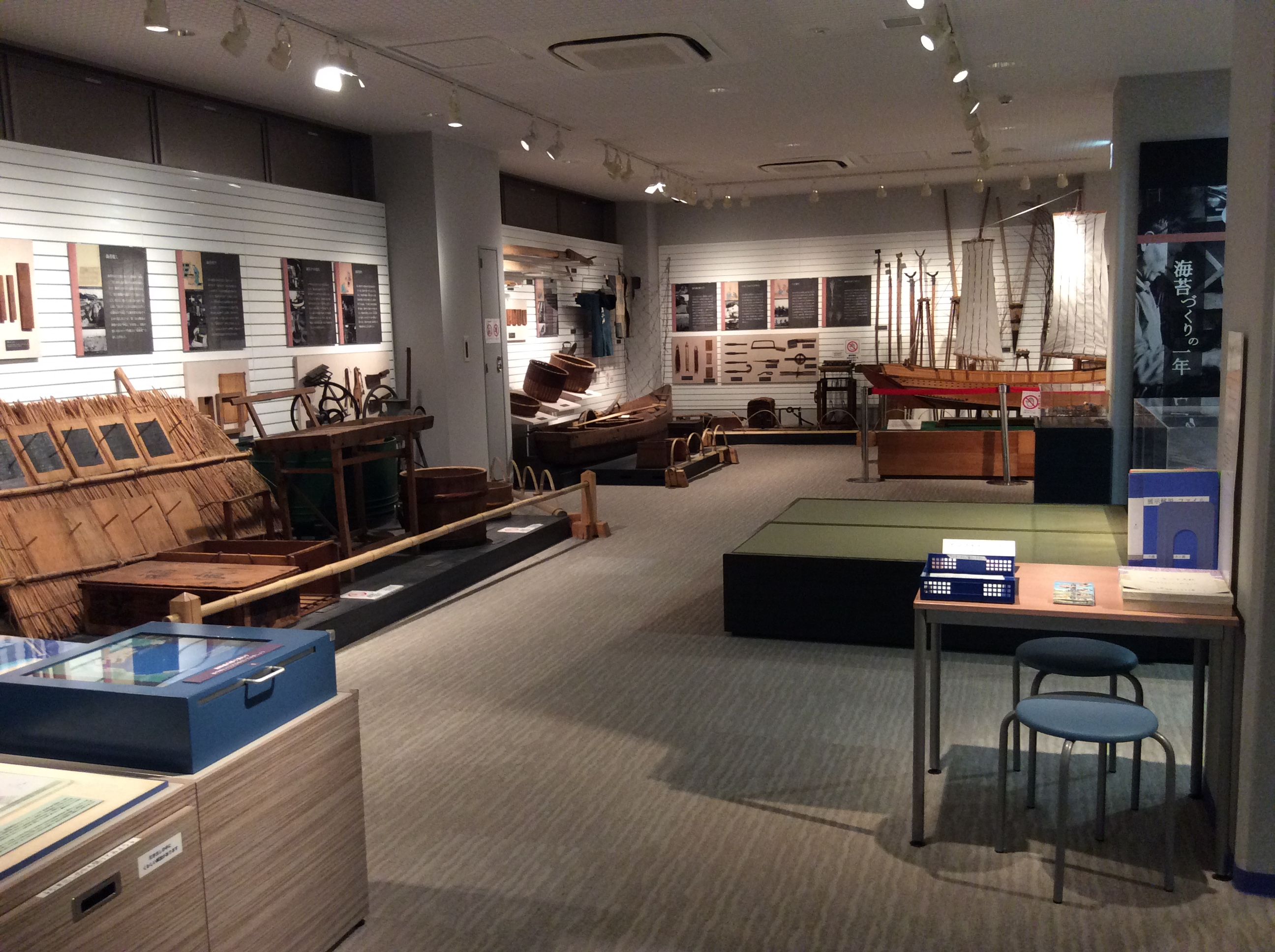
2階展示室の海苔生産用具（2015年7月31日撮影）

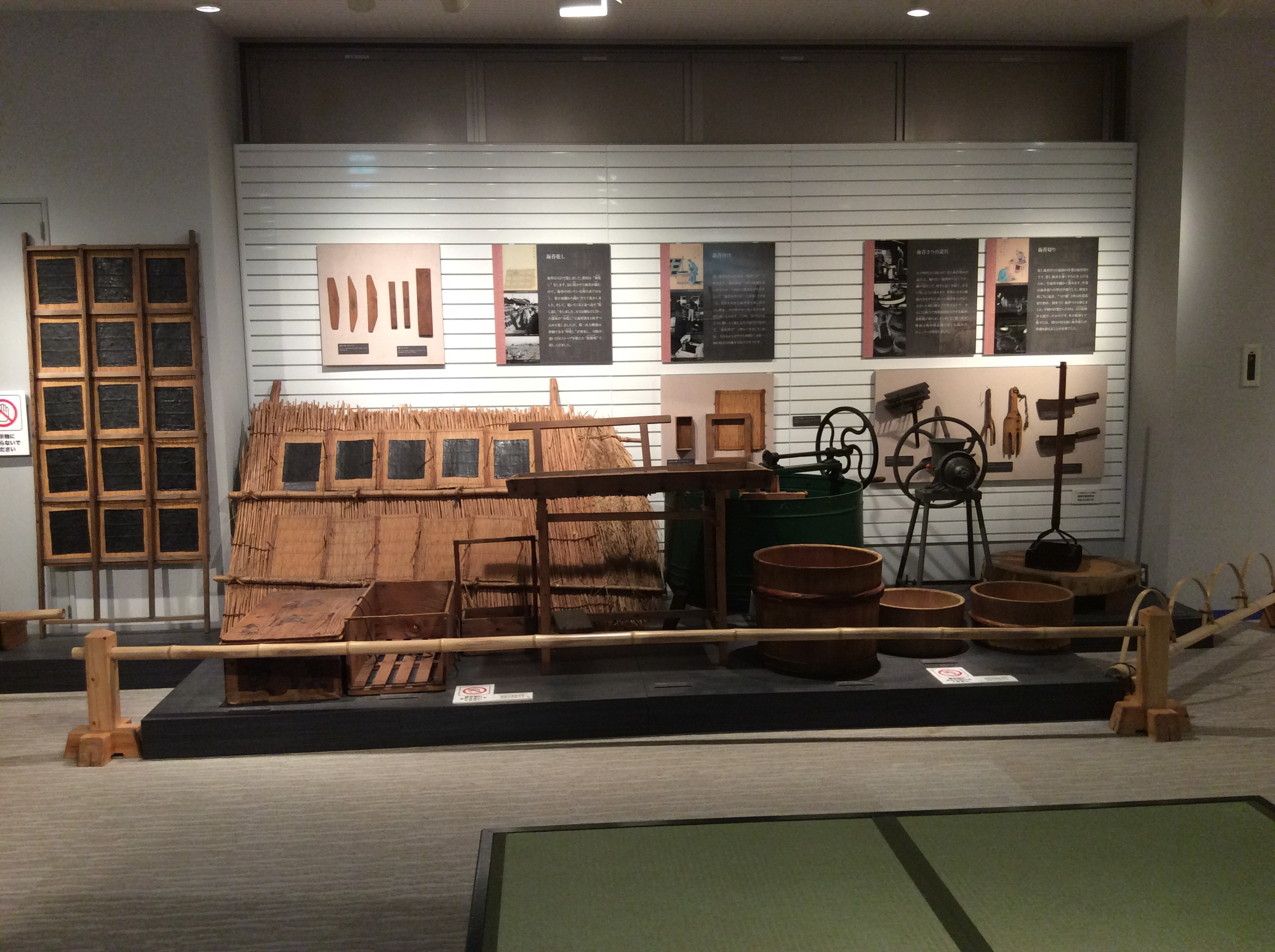
2階展示室の海苔生産用具（2015年7月31日撮影）
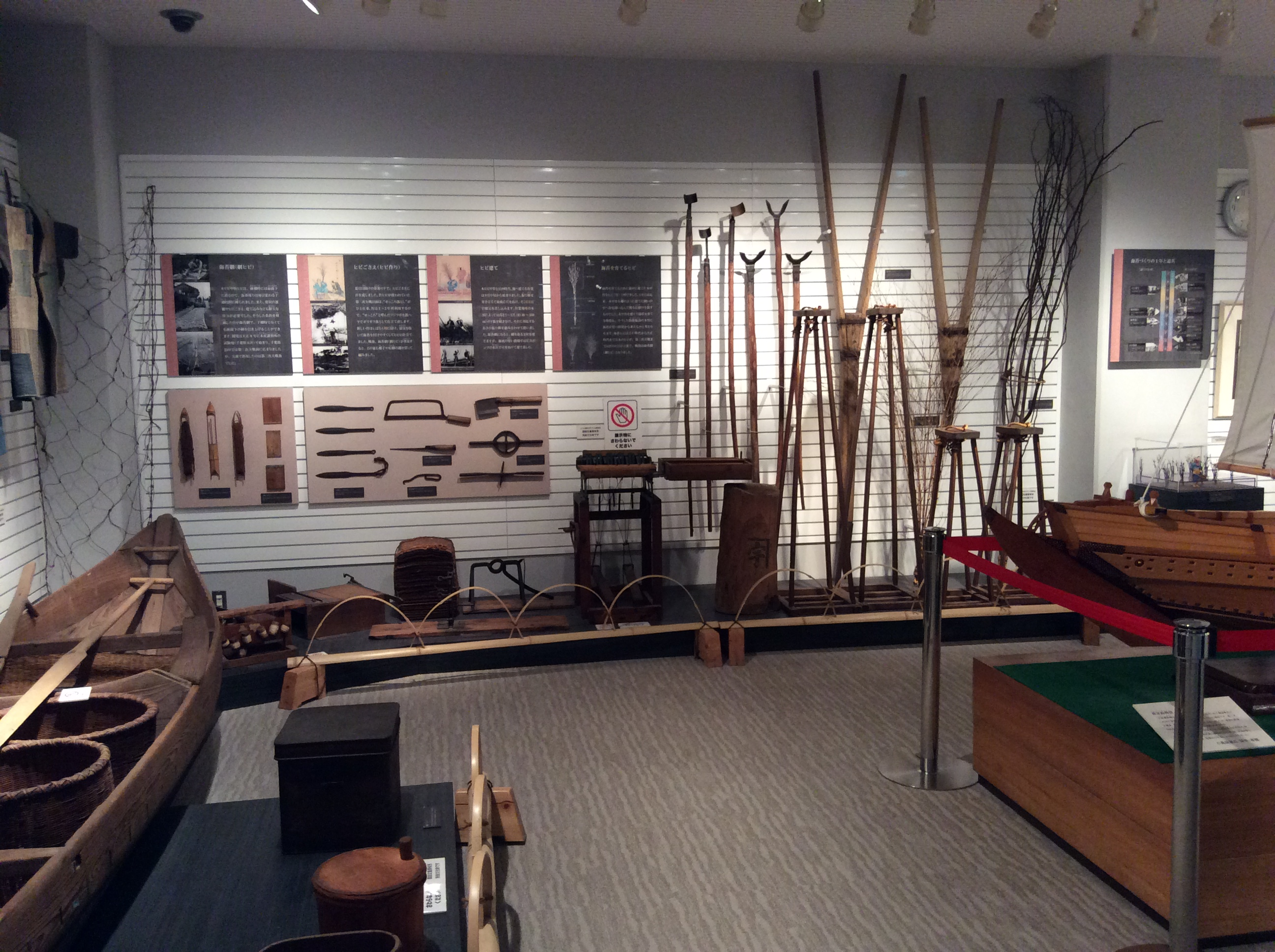
2階展示室の海苔生産用具（2015年7月31日撮影）
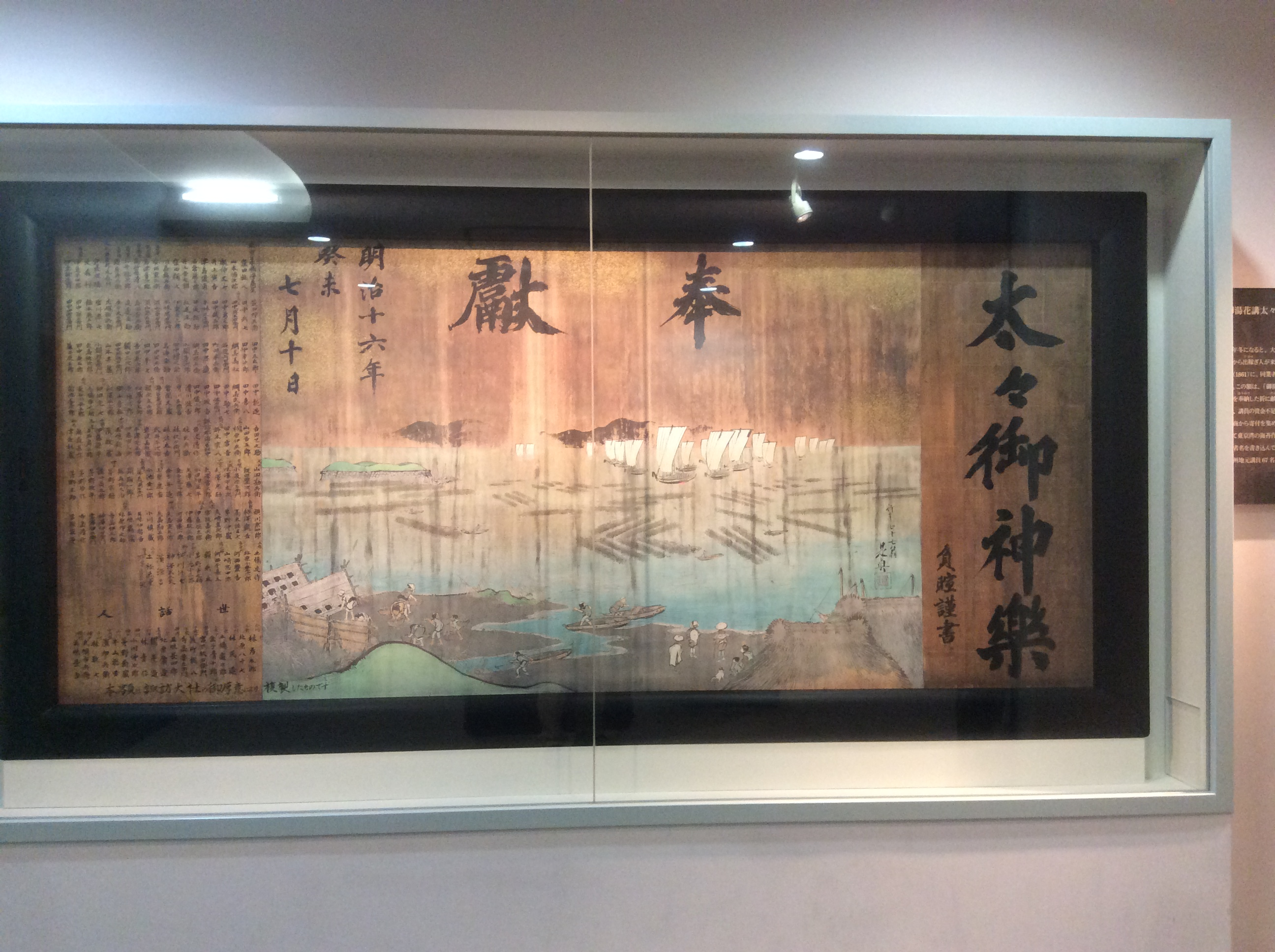
2階展示室の「太々御神楽」（2015年7月31日撮影）
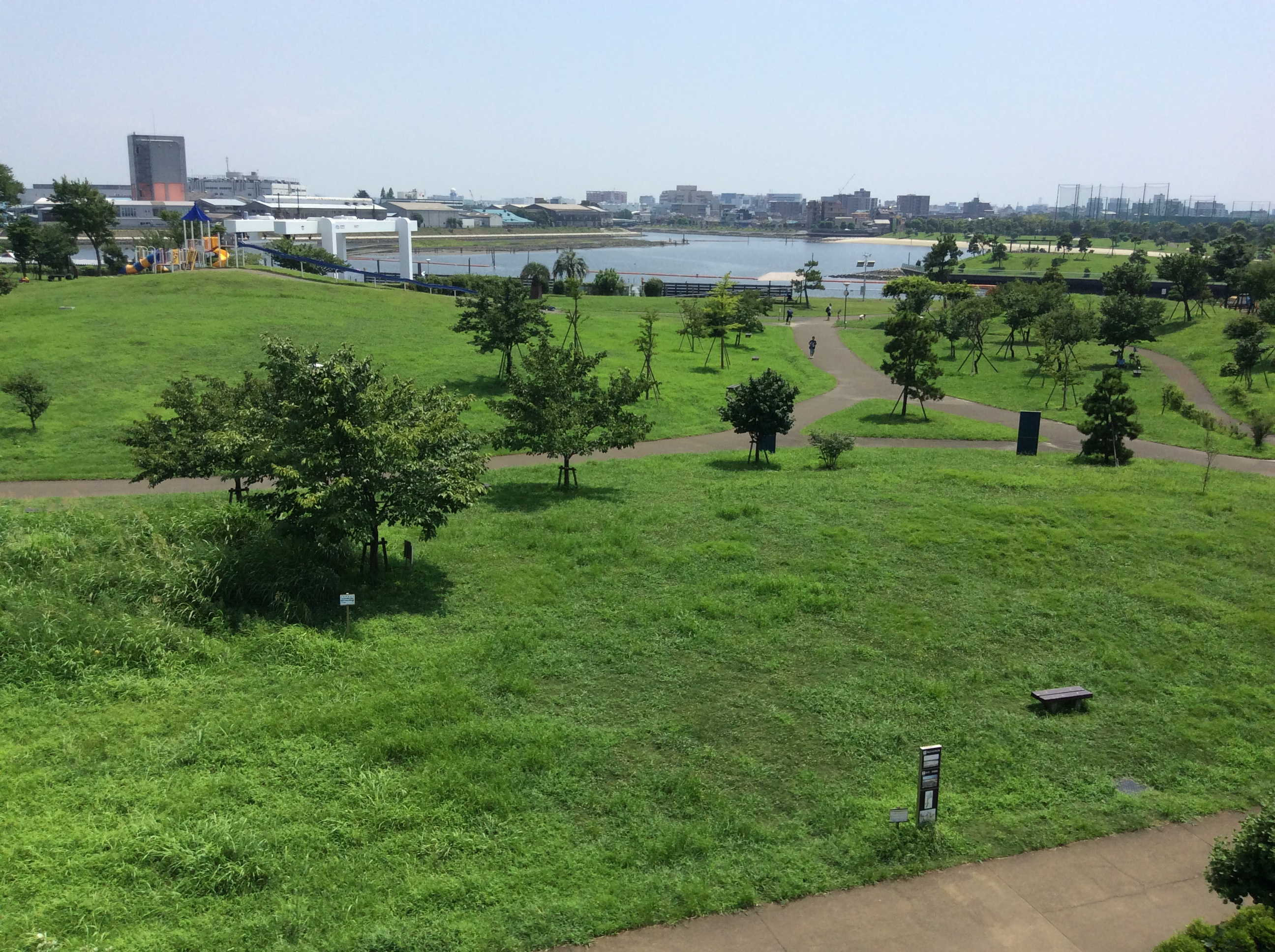
3階展望室からの眺望（2015年7月31日撮影）